# Club Baloncesto Canarias 2021-2022
Questa voce raccoglie le informazioni riguardanti il Club Baloncesto Canarias nelle competizioni ufficiali della stagione 2021-2022.

## Stagione
La stagione 2021-2022 del Club Baloncesto Canarias è la 18ª nel massimo campionato spagnolo di pallacanestro, la Liga ACB.

## Roster
Aggiornato al 4 maggio 2022.
| Lenovo Tenerife 2021-22 | Lenovo Tenerife 2021-22 |
| Giocatori               | Staff tecnico           |
| ----------------------- | ----------------------- |

| N. | Naz.                                                   | Ruolo | Nome                    | Anno | Alt.   | Peso   |  |
| -- | ------------------------------------------------------ | ----- | ----------------------- | ---- | ------ | ------ |  |
| 2  | Svezia (bandiera)                                      | G     | Tobias Borg             | 1993 | 184 cm | 77 kg  |  |
| 3  | Stati Uniti (bandiera)                                 | C     | Julian Gamble           | 1989 | 208 cm | 113 kg |  |
| 6  | Uruguay (bandiera) · Italia (bandiera)                 | P     | Bruno Fitipaldo         | 1991 | 183 cm | 85 kg  |  |
| 7  | Spagna (bandiera)                                      | AG    | Sean Smith              | 1995 | 204 cm | 88 kg  |  |
| 9  | Brasile (bandiera) · Italia (bandiera)                 | P     | Marcelinho Huertas (C)  | 1983 | 191 cm | 85 kg  |  |
| 10 | Finlandia (bandiera)                                   | G     | Sasu Salin              | 1991 | 190 cm | 86 kg  |  |
| 11 | Slovenia (bandiera) · Spagna (bandiera)                | G     | Mark Ivanković          | 2003 | 198 cm |        |  |
| 13 | Spagna (bandiera)                                      | AP    | Sergio Rodríguez Febles | 1993 | 204 cm | 95 kg  |  |
| 15 | Spagna (bandiera)                                      | AP    | Joan Sastre             | 1991 | 201 cm | 82 kg  |  |
| 19 | Georgia (bandiera)                                     | C     | Giorgi Shermadini       | 1989 | 217 cm | 120 kg |  |
| 20 | Serbia (bandiera) · Spagna (bandiera)                  | AP    | Dejan Todorović         | 1994 | 196 cm | 89 kg  |  |
| 22 | Bosnia ed Erzegovina (bandiera) · Finlandia (bandiera) | AC    | Emir Sulejmanović       | 1995 | 205 cm | 111 kg |  |
| 33 | Stati Uniti (bandiera) · Canada (bandiera)             | AG    | Kyle Wiltjer            | 1992 | 207 cm | 110 kg |  |
| 35 | Spagna (bandiera)                                      | C     | Fran Guerra             | 1992 | 214 cm | 113 kg |  |
| 42 | Canada (bandiera) · Paesi Bassi (bandiera)             | A     | Aaron Doornekamp        | 1985 | 201 cm | 96 kg  |  |
| 45 | Montenegro (bandiera) · Spagna (bandiera)              | AG    | Danilo Brnović          | 2000 | 202 cm | 88 kg  |  |

| Allenatore                                                                               |
| - Txus Vidorreta                                                                         |
| Assistente/i                                                                             |
| - Marco Antonio Justo - Nacho Yáñez Legenda - (C) Capitano - (IN) Inattivo - Infortunato |

## Mercato

### Sessione estiva
| Acquisti | Acquisti     | Acquisti     | Acquisti   | Acquisti |
| R.a      | Nome         | da           | Modalità   |          |
| -------- | ------------ | ------------ | ---------- | -------- |
| G        | Tobias Borg  | Prienai      | svincolato |          |
| AP       | Joan Sastre  | Valencia     | svincolato |          |
| AG       | Kyle Wiltjer | Türk Telekom | svincolato |          |
| AG       | Sean Smith   | Palencia     | svincolato |          |

| Cessioni | Cessioni            | Cessioni        | Cessioni          | Cessioni |
| R.       | Nome                | a               | Modalità          |          |
| -------- | ------------------- | --------------- | ----------------- | -------- |
| P        | Alberto Cabrera     | Zornotza        | riscatto prestito |          |
| G        | Álex López          | Fuenlabrada     | fine contratto    |          |
| G        | Spencer Butterfield | Free agent      | fine contratto    |          |
| G        | Charles Jenkins     | Free agent      | fine contratto    |          |
| AP       | Dani Díez           | S.P. Burgos     | fine contratto    |          |
| AG       | Tyler Cavanaugh     | Žalgiris Kaunas | fine contratto    |          |
| C        | Giōrgos Mpogrīs     | AEK Atene       | fine contratto    |          |

### Dopo l'inizio della stagione
| Acquisti | Acquisti      | Acquisti       | Acquisti          | Acquisti   |
| R.       | Nome          | da             | Data              | Modalità   |
| -------- | ------------- | -------------- | ----------------- | ---------- |
| C        | Julian Gamble | Virtus Bologna | 28 settembre 2021 | svincolato |

| Cessioni | Cessioni       | Cessioni    | Cessioni        | Cessioni       |
| R.       | Nome           | a           | Data            | Modalità       |
| -------- | -------------- | ----------- | --------------- | -------------- |
| C        | Julian Gamble  | S.P. Burgos | 7 novembre 2021 | fine contratto |
| AG       | Danilo Brnović | Zornotza    | dicembre 2021   | prestito       |